# HTC Touch 3G
HTC Touch 3G (кодовое имя HTC Jade, модельный индекс T323X) — устройство построено на обновленной платформе Qualcomm MSM 7225. Центральный процессор имеет частоту 528 МГц. Коммуникатор обладает 192 МБ оперативной памяти, из которых для работы ОС и приложений доступно около 123 МБ. Для работы пользовательских программ свободными остаются примерно 60-70 МБ. Постоянной памяти для хранения данных в аппарате 100 МБ, для её расширения нужно устанавливать карту памяти. Аппарат работает в сетях GSM (850/900/1800/1900) и UMTS (2100). Поддерживаются оба стандарта высокоскоростной передачи данных — EDGE и HSDPA, а также беспроводные интерфейсы Bluetooth и Wi-Fi.